# NGC 2297
NGC 2297 (również PGC 19524) – galaktyka spiralna z poprzeczką (SBbc), znajdująca się w gwiazdozbiorze Malarza. Odkrył ją John Herschel 31 stycznia 1835 roku.